# Desmond Hume
Desmond David Hume er en fiktiv karakter i den amerikanske tv-serie Lost, spillet af Henry Ian Cusick. Han optræder første gang i anden sæsons "Man of Science, Man of Faith," og i tredje sæson tiltræder han serien med status som hovedrolle. Desmond er opkaldt efter filosoffen David Hume.

## Baggrund
Desmond er af flere omgange beskrevet som en "kujon" og har fået fortalt at han ikke er et "stort menneske." Han flygter ind i hæren efter at være udeblevet fra et bryllup og forlader også Penny med en grund hun mener er usand og kujonagtig.

## Biografi

### Før øen
Desmond tilknytter sig et kloster, angiveligt efter at være løbet fra et bryllup. Brudens bror møder op i klosteret og slår en knytnæve i Desmonds ansigt, hvilket omsider motiverer ham til at undskylde personligt overfor ekskæresten. En aften hvor Desmond drikker sig fuld i vintapperiet bliver han afsat af sin overordnede, og på sin sidste opgave møder han Penelope Widmore, med hvem han indleder et romantisk forhold.

#### Efter Svane-implosionen
Desmond vågner uforstående op i han og Pennys lejlighed – styrtet til gulvet, med rød maling spredt ud over et stort areal og sig selv. Penny kommer hjem og han overvældes af lykke ved at være genforenet med hende efter det der føltes som så mange år.
Desmond besøger Pennys far, Charles Widmore, for at spørge om hans datters hånd. Charles fortæller at han er imponeret over Desmond, men fortsætter derefter i en mere negativ tone. Charles stiller to vinglas på et bord, tager en dyr whiskey fra sin skænk og fylder kun det ene glas. Han fortæller at en enkelt mundfuld er mere værd, end hvad han kunne tjene på en hel måned som ansat i sit firma – og at dele den med Desmond ville være et spild. For han mener Desmond aldrig bliver "en stor mand," og konkluderer dermed at Desmond aldrig vil kunne være hans datter værdig. Ude foran Charles' firmabygning spiller Charlie "Wonderwall," og Desmond ser et fremtidsglimt hvor de to sammen er på øen. Han fortæller Charlie om sin vision, men Charlie svarer at Desmonds adfærd er grunden til man ikke tager stoffer.
Desmond trodser Charles modvillighed og kigger nærmere på forlovelsesringe. Efter at have valgt "den perfekte ring," ændrer sælgeren adfærd; Hun siger at Desmond ikke køber ringen, han har eftertanker, og at han forlader Penny for at tage til øen, hvor han er bestemt til at trykke på knappen og undgå at verden går under. Foran nedgangen til en metrostation forudser guldsmeden en mands død, og da Desmond spørger hvorfor hun ikke forhindrede det, forklarer hun at var hans "sti." Uanset om hun forhindrede episoden eller ej, ville skæbnen rette op på ændringen og slå ham ihjel senere.
Desmond opsøger sin ven Donovan – en univeristetsstuderende i fysik – for at få svar på om det er muligt at rejse i tiden. De konverserer på et værtshus og da Desmond hører en velkendt sang forsøger han er forudse aftenens begivenheder; Men han tager fejl og Donovan forklarer at der ikke findes tidsrejser.
Desmond forsøger at trodse guldsmedens postuleringer, men ser alligevel sig selv slå op med Penny, umiddelbart efter deres famøse havnefoto er fotograferet og fremkaldt. Efter bruddet tager han tilbage til værtshuset hvor han og Donovan snakkede. Sangen spilles igen og de forudsagte begivenheder udspiller sig som han havde forudsagt tidligere, dog afsluttende med at Desmond slås bevidstløs.

### På øen
Efter at være strandet på øen på båden "Elizabeth," bliver han slæbt ind i junglen af Kelvin Inman. Kelvin introducerer Desmond til The Swans funktionalitet og sammen opererer de stationen i nogle år. Desmond forlader ikke stationen i tre år, og det er først den 22. september 2004 at han omsider beslutter at følge Kelvin på en af sine udflugter. Desmond opdager at Kelvin i al hemmelighed har repareret Elizabeth, i håb om at flygte fra sin tjans og lade Desmond i stikken. Desmond overfalder Kelvin, der ender med at brække nakken. Desmond skynder sig tilbage til Svanen, men når ikke at indtaste koden i tiden.

#### Sæson 2
Desmond foretager sig de mange hverdagens ting: Spiser morgenmad, vasker tøj og motionerer – indtil lyden af eksplosionen og rystelser i stationen. Han placerer sine udkigsspejl og ser Locke og Jack ved stien ned i stationen.
De ubudne gæster Kate og Locke hhv. bagbindes og tages på skudhold. Kate efterlades i stationens madkammer, mens Locke og Desmond konverserer om situationen. Locke påstår at være "ham," men kender ikke Desmonds gåde.

#### Sæson 3
Tekst mangler, hjælp os med at skrive teksten

#### Sæson 4
Desmond vender tilbage til de andre overlevende og advarer dem om Charlies sidste besked inden han druknede: At det omtalte fragtskib ikke har den postulerede forbindelse til Penny. Han vandrer sammen med de andre overlevende fra stranden gennem junglen, for at genforenes med de overlevende der har været ved radiotårnet. Desmond følges af Juliet til de nyankomnes helikopter, og han forlader sammen med Sayid, Frank og Naomi, med retning mod fragtskibet.

## Trivia
Tekst mangler, hjælp os med at skrive teksten

## Fodnoter
1. ↑  "Catch-22"
2. ↑  Lost: 
"The Beginning of the End" (Sæson 4, afsnit 1). Manuskript af Damon Lindelof & Carlton Cuse.  Broadcasted første gang på American Broadcasting Company den 31. januar 2008.
3. ↑  Lost: 
"The Economist" (Sæson 4, afsnit 3). Manuskript af Edward Kitsis & Adam Horowitz.  Broadcasted første gang på American Broadcasting Company den 14. februar 2008.